# Шпенов Дмитро Юрійович
Шпе́нов Дмитро́ Ю́рійович — український політик, народний депутат України VI, VII, VIII та IX скликань від 37-го виборчого округу (три терміни). Заступник голови Комітету ВРУ з питань верховенства права та правосуддя (з 25 грудня 2012), ексчлен фракцій Партії регіонів та Опозиційний блок. Заслужений юрист України (2010).

## Життєпис

### Участь у виборних органах
- 2006–2007 — депутат Криворізької міської ради.

- 2007–2012 — народний депутат України шостого скликання (обраний за списком Партії регіонів.
- 2012 — обраний до ВРУ сьомого скликання в одномандатному виборчому окрузі № 37 (Дніпропетровська область)[6].

### Діяльність у Верховній Раді
У VII скликанні був обраний Заступником голови Комітету Верховної Ради України з питань верховенства права та правосуддя.
У VI скликанні працював у Комітеті Верховної Ради України з питань правосуддя, очолював підкомітет з питань судоустрою та статусу суддів.
З самого початку роботи у комітеті активно працював над питаннями удосконалення статусу суддів та судоустрою, зокрема, над розробкою та доопрацюванням Закону України «Про судоустрій та статус суддів» від 07.07.2010, законопроєктами, що регулюють питання діяльності третейських судів та оскарження та виконання третейських рішень.
Був автором Закону «Про всеукраїнський референдум». Автор та співавтор інших законопроєктів. Був представником народних депутатів України у Конституційному суді у справі за конституційним поданням 252 народних депутатів України щодо відповідності Конституції України (конституційності) Закону України «Про внесення змін до Конституції України» від 8 грудня 2004 року N 2222-IV — справа про додержання процедури внесення змін до Конституції України.
У березні 2013 року видавництво «Українська правда» повідомила про контракт Шпенова з американськими лобістськими компаніями Arnall Golden Gregory LLP та Tauzin Consultants LLC.
16 січня 2014 року голосував за диктаторські закони.
18 січня 2018 року був одним з 36 депутатів, що голосували проти Закону про визнання українського сувернітету над окупованими територіями Донецької та Луганської областей.
У грудні 2018 року депутат від «Опозиційного блоку» Шпенов та його БФ «Добра справа» роздавали продуктові набори пенсіонерам.
17 вересня 2019 року Шпенов взяв на поруки політиків Олександра Вілкула та Дмитра Колеснікова, заарештованих за звинуваченнями в незаконній діяльності на посадах голови Дніпропетровської ОДА та глави Агентства держмайна України відповідно.
4 грудня 2023 року Шпенов подав заяву про складання депутатських повноважень народного депутата. 8 грудня позбавлений депутатського мандату.

## Нагороди та звання
- 7.10.2010 — Заслужений юрист України[18]

## Освіта
- 2001 — Національна юридична академія ім. Я. Мудрого (спеціальність «правознавство»).
- 2005 — Харківський університет ім. Каразіна (за спеціальністю «фінанси»).

## Трудова діяльність
- З 1995 працював мотористом у приватній фірмі «СоюзІнтерАвто» (м. Харків).
- З 2000 року — працював юрисконсультом в АКІБ «Укрсиббанк» (м. Харків).
- У 2001 році — працював юрисконсультом в ТОВ «ДОПР» (м. Харків).
- З 2004 року здійснював приватну підприємницьку діяльність.
- З 2007 року — Генеральний директор ТОВ «Інститут стратегічних досліджень» (м. Київ).
- Є Почесним Президентом Юридичної асоціації «Регіональна правова група», яка об'єднує юридичні фірми у Дніпропетровській, Харківській областях, м. Києві.

## Сім'я
Виховує трьох доньок та сина.